# نيل كونتي
نيل كونتي (بالإنجليزية: Neil Conti)‏ هو ملحن ومنتج أسطوانات بريطاني، ولد في 12 فبراير 1959.

## وصلات خارجية
- نيل كونتي على موقع ميوزك برينز (الإنجليزية)
- نيل كونتي على موقع ديسكوغز (الإنجليزية)